# Szamosborhíd község
Szamosborhíd község (románul: Comuna Valea Vinului) község Szatmár megyében, Romániában. Központja Szamosborhíd, beosztott falvai Mogyorós, Szamosveresmart, Szinfalu.

## Népessége
A 2011-es népszámlálás adatai alapján a község népessége 2067 fő volt.